# HMS Caledonia (1862)
Panserskibet HMS Caledonia var planlagt som et traditionelt, træbygget linjeskib med dampmaskineri. Skibet blev påbegyndt i 1860 på et tidspunkt, hvor man i både i Frankrig og Storbritannien allerede var begyndt at bygge panserskibe, men hvor deres overlegenhed i forhold til linjeskibene endnu ikke var almindelig anerkendt. I maj 1861 stod det imidlertid klart for den britiske flådeledelse, at man var ved at blive overhalet af det franske byggeprogram, og derfor blev der truffet beslutning om at færdigbygge skibet som panserskib. Navnet Caledonia er en gammel romersk betegnelse for det nuværende Skotland, og skibet var det tredje af fem i Royal Navy med dette navn.

## Tjeneste
Caledonia kom ved afleveringen i 1865 til Middelhavsflåden, men vendte allerede tilbage til England året efter og var i Kanalflåden 1866-67. Efter omarmeringen i 1867 kom Caledonia igen til Middelhavet og gjorde tjeneste dér indtil 1872. Var derefter vagtskib på Forth-floden 1872-75. Lå i reserve 1875-86 og blev derpå solgt til ophugning.